# ボレロ (ダンス・音楽)

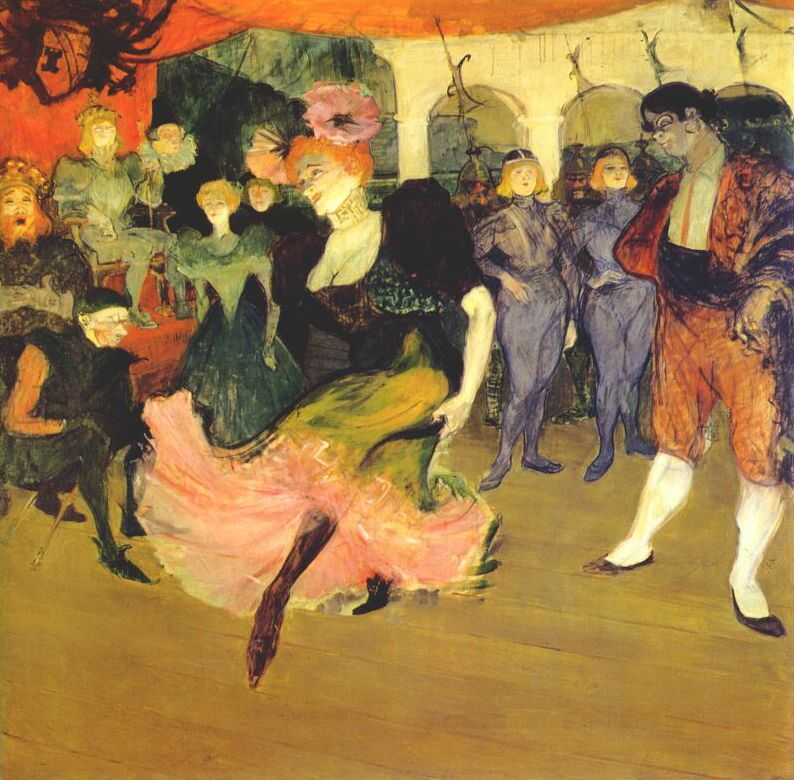
ボレロ・ダンサー（ロートレック画、1895年）

ボレロ（bolero）はスペイン起源のダンス音楽、もしくは大衆音楽ではキューバ起源の音楽である（英語版では両者は名前が同じだけで無関係なものとしている）。18世紀末に始まったもので、1780年頃に舞踊家セバスティアーノ･カレッソ（Sebastiano Carezo）が創作したともいう。3拍子で、元来は歌にカスタネットやギターでリズムをつけ、1人またはペアで踊るダンスだった。19世紀になるとヨーロッパ全体に広まった。

## 歴史
19世紀には舞曲としても作られ、初期のものとしてはウェーバーの劇音楽「プレチオーザ」の中の舞曲や、ショパンのピアノ曲（ボレロ (ショパン)参照）などが知られる。しかし現在ボレロの名で特に有名なのは、20世紀になって書かれたラヴェルの「ボレロ」である。
また、ボレロは、キューバで19世紀末に2拍子のダンスとなり、ソン（いわゆるルンバの元となった）にも影響を与えた。ボレロ自体はキューバでは廃れたが、メキシコへと広まった。メキシコでは19世紀末からポピュラーになり、さらにこれが1950年代にはラテンアメリカ全体に広まった。演奏に、ドラムズ、電子楽器を使わず、コンガ、生楽器を使うのが特徴。ボレロ歌手ではホセ・フェリシアーノ、イーディ・ゴーメが有名である。2023年にキューバとメキシコのボレロはユネスコの無形文化遺産に登録された。
アメリカ合衆国では社交ダンスの種目としてのボレロに人気がある。これはルンバのパターンとワルツやフォックストロットの性格が結びついたもので、4拍子の、ラテンの中では最もゆっくりしたリズムのものである。またロックにおけるボレロの使用としては、キッスの「ラブ・ガン」が知られている。その他、ディープ・パープル、フランク・ザッパ、デヴィッド・ボウイ、スティーヴ・ハケットらがボレロを使用した曲を発表した。

## 日本のボレロ
古典的なものには、「懐かしのボレロ」（昭和十四年 服部良一）、「三日月娘」（昭和二十二年 古関裕而）などがある。また、ドラマ『水戸黄門』の有名な主題歌「ああ人生に涙あり」（作曲者は木下忠司）は4拍子のボレロである。
その他、チューリップの「銀の指環」、日高富明の「愛に向かって走れ」、宇崎竜童の「獅子の時代」、THE ALFEEの「宇宙戦艦ヤマト 2009」などでもボレロが用いられている。